# Logis de la Croix-d'Or
Le logis de la Croix-d'Or, immeuble inscrit aux Monuments historiques, est situé dans l'Écusson, le centre historique de Montpellier (Hérault), au 5 rue de la Croix-d'Or. Construite au XIIIe siècle, cette ancienne auberge a été en partie reconstruite entre le XVIIe siècle et le XIXe siècle. Au XXe siècle le bâtiment fut le siège social de l'Association générale des étudiants de Montpellier (AGEM) et un lieu important de la vie estudiantine montpelliéraine.

## Histoire

### Auberge pendant plusieurs siècles
L'immeuble est construit dans la rue qui s'appelait alors rue des Passagers. En 1598, l'immeuble appartient aux héritiers d'Amiel Curabec, dont Danet Curabec. L'auberge s'appelle alors logis de l'Estoille. L'auberge est mentionnée comme ayant bonne réputation et fréquentée par les étudiants dans les notes de Félix et Thomas Platter, deux frères étudiants bâlois ayant suivi l'enseignement de l'école de médecine de Montpellier, respectivement entre 1552 à 1559 et entre 1595 à 1599. Elle devient deux ans plus tard, en 1600, la propriété d'Aubert Arquié ou Arjans qui y place alors l'enseigne du Mouton d'Or. En octobre 1609, l'immeuble est racheté par Jean Mouton qui, sans doute à cause de son nom, change l'enseigne en la Croix-d'Or. Cette nouvelle enseigne donnera son nom à la rue. Vers 1657, le propriétaire d'alors, Pierre Panafieu, fait réaliser d'importants travaux. 

### Lieu de vie étudiante auXXe
Durant le XXe siècle, l'adresse devient le siège social de l'Association générale des étudiants de Montpellier (AGEM) et des soirées étudiantes bien connues des jeunes montpelliérains y sont organisées, jusqu’à sa dissolution en 1993,. Après la Seconde Guerre mondiale une plaque en hommage à Jean Moulin est déposé sur le bâtiment par l'AGEM. Jean Moulin était le vice-président de l'association de 1922 à 1923.  
Le bâtiment, qui s'étend sur quatre niveaux, est affecté au Centre régional des œuvres universitaires et scolaires (Crous), en septembre 1999.  

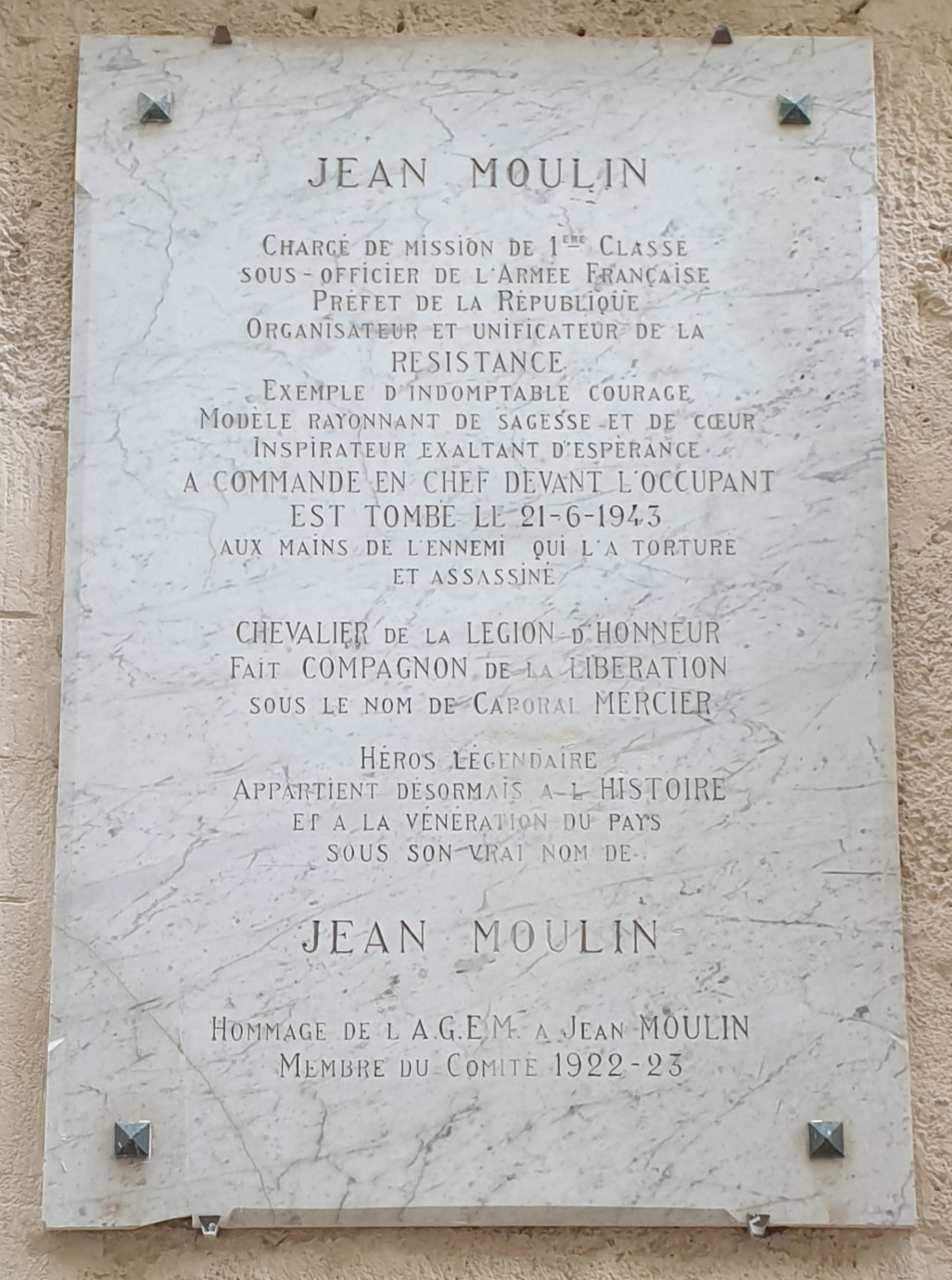
Plaque en hommage à Jean Moulin, déposée par l'AGEM.

### XXIe, futurs appartements et inscription aux Monuments historiques
Quelques années après la disparition de l'association, le Crous initie un projet de réhabilitation des lieux afin d’y aménager une résidence pour étudiants étrangers, un restaurant universitaire et un espace culturel. Mais « les locaux étaient tellement dégradés que le coût était devenu trop élevé, d’autant qu’il s’agit d’un site historique » et le projet est abandonné. En 2008, le ministère de l’Enseignement supérieur prend une décision d’inutilité. L'immeuble est alors mis en vente, le 22 février 2013 il est acheté par le groupe de immobilier Eagle qui prévoit selon les informations de Midi libre d’y réaliser des logements de standing. 
Le 24 août 2015, l'immeuble est inscrit aux Monuments historiques.